# Distrito de Aiwo
Aiwo (También conocido en menor medida como Aiue, antiguamente Yangor) es un distrito de Nauru, ubicado en el oeste de la isla. Cubre un área de 1,1 km² con una población de 1300 habitantes, 

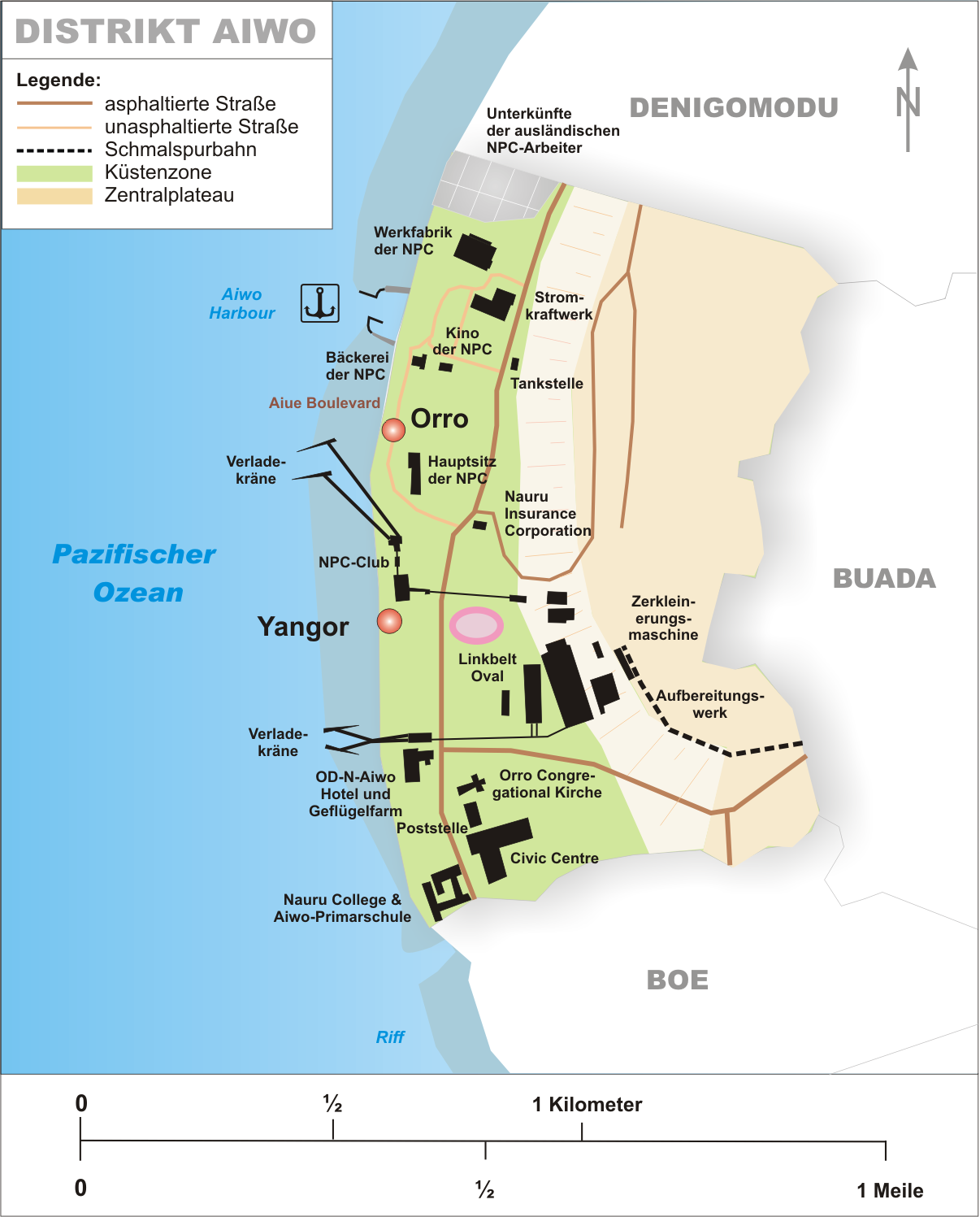
Mapa del distrito.

 A veces es llamada la capital no oficial de Nauru, junto con Yaren, aunque es más probable que la segunda sea mencionada como tal. Ninguna de estas dos "ciudades" se cuenta como tal o se denomina capital por la ONU o las mismas autoridades del país. El distrito tiene dos miembros en el Parlamento. 
En Aiwo se encuentra el sector industrial de la isla. Algunos sitios interesantes en este distrito son:
- El Boulevard Aiue.
- El Puerto de Aiwo.
- El barrio chino.
- El Hotel OD-N-Aiwo.
- La planta de energía.
- Las oficinas y cámaras del Consejo de Gobierno Local de Nauru.
- Las instalaciones de procesamientos y los voladizos de la Corporación de Fosfato de Nauru.